# Træner
En træner (engelsk coach) indenfor sport er en person som vejleder andre personer i fysisk aktivitet, eller træning. Den noget bredere betegnelse instruktør benyttes også til at beskrive personer med lignende opgaver.
Trænerjobbet kan være en hobby, og i Skandinavien er der lang tradition for at trænerjobbet baseres på frivillig, idealistisk indsats. Med professionaliseringen af sport ændrede trænerjobbet imidlertid karakter, og er i højere grad blevet et decideret erhverv. Trænere findes i de fleste dele af sport. Ofte har en træner selv baggrund som aktiv udøver, og er fortsat med en trænerkarriere indenfor samme idrætsgren. Denne kompetence kan være afgørende for at klare sig godt i jobbet.
En assistenttræner er en træner inden for en hvilken som helst sportsgren, der har til formål at støtte og hjælpe cheftrænere. Assistenttrænere kan have en masse forskellige opgaver lige fra at stille op øvelser til at stå for taktiske oplæg inden konkurrencer m.v.